# Thomas Mann (acteur)
Pour les articles homonymes, voir Mann et Thomas Mann (homonymie).
 (mai 2017).
Si vous disposez d'ouvrages ou d'articles de référence ou si vous connaissez des sites web de qualité traitant du thème abordé ici, merci de compléter l'article en donnant les références utiles à sa vérifiabilité et en les liant à la section « Notes et références ».
Thomas Mann est un acteur américain, né le 27 septembre 1991 à Portland, dans l'Oregon (États-Unis).

## Biographie
Thomas Mann est né à Portland, dans l'Oregon. Il a vécu à Dallas, au Texas, depuis l'âge de deux ans.

### Carrière
Thomas Mann apparaît pour la première fois au cinéma, au côté de Zach Galifianakis dans Une drôle d'histoire (2010). Un an plus tard, il tient l'un des premiers rôles dans Projet X, comédie réalisée par Nima Nourizadeh et produite par Todd Phillips, qui suit une soirée étudiante qui dégénère ; c'est le rôle qui le fera connaître.
En 2013, il tient des seconds rôles dans Hansel et Gretel : Witch Hunters et Sublimes Créatures.
En 2016, il joue aux côtés de Chloë Grace Moretz dans le film Brain on Fire, adaptation du livre autobiographique Brain on fire: My month of Madness (en) de Susannah Cahalan.

## Filmographie

### Cinéma
- 2010 : Une drôle d'histoire (It's Kind of a Funny Story) : Aaron
- 2012 : Projet X (Project X) de Nima Nourizadeh : Thomas Kub
- 2012 : Fun Size de Josh Schwartz : Roosevelt
- 2013 : Hansel et Gretel : Witch Hunters (Hansel and Gretel: Witch Hunters) de Tommy Wirkola : Benjamin « Ben » Wosser
- 2013 : Sublimes Créatures (Beautiful Creatures) de Richard LaGravenese : Wesley Jefferson « Link » Lincoln
- 2013 : As Cool as I Am de Max Mayer : Kenny
- 2015 : Secret Agency (Barely Lethal) de Kyle Newman : Roger Marcus
- 2015 : The Stanford Prison Experiment de Kyle Patrick Alvarez : le prisonnier 416
- 2015 : Blood Father de Jean-François Richet : Jason
- 2015 : The Preppie Connection de Joseph Castelo : Tobias Hammel
- 2015 : This Is Not a Love Story d'Alfonso Gomez-Rejon : Greg
- 2016 : Brain on Fire de Gerard Barrett : Stephen Grywalski
- 2017 : Kong: Skull Island de Jordan Vogt-Roberts : Slivko
- 2017 : La Route sauvage (Lean on Pete) d'Andrew Haigh : Lonnie
- 2017 : Amityville: The Awakening de Franck Khalfoun : Terrence
- 2018 : Au pays des habitudes de Nicole Holofcener : Preston
- 2018 : Our House de Anthony Scott Burns : Ethan
- 2019 : The Highwaymen de John Lee Hancock : Ted Hinton
- 2019 : Le Souffle du serpent (Them That Follow) de Britt Poulton et Dan Madison Savage : Augie
- 2019 : La Belle et le Clochard (Lady and the Tramp) de Charlie Bean : Jim Dear
- 2021 : Halloween Kills de David Gordon Green : Frank Hawkins jeune
- 2022 : About Fate de Marius Balchunas : Griffin Reed
- 2025 : Sovereign de Christian Swegal : Adam Bouchart

### Télévision

#### Séries télévisées
- 2009 : The Middle : Brendan (saison 1, épisode 3)
- 2009 : ICarly : Jeffrey
- 2017 : Fargo : Thaddeus Mobley
- 2023 : Lessons in Chemistry : Boryweitz

## Voix francophones
En France, Gabriel Bismuth-Bienaimé est la voix régulière de Thomas Mann.